# Совет обороны Финляндии
Совет обороны (фин. Puolustusneuvosto, швед. Försvarsrådet сокращённо фин. PLN) был руководящим органом военной политики и безопасности, действовавшим в Финляндии с 1924 по 2000 год, его состав и роль менялись в разные исторические периоды. В настоящее время функции совета обороны выполняет Комитет правительства по внешней политике и политике безопасности (utva).

## История
Совет обороны был учреждён весной 1924 года как консультативный орган при президенте республики. Совет выносил заключения только по запросу президента. Заключения касались плана обороны, численности вооруженных сил, сметы расходов оборонного ведомства, экономического плана и оснащения страны на случай кризиса. Совету сложно было занимался финансовыми вопросами и поэтому, параллельно с ним, в 1926 году был создан Военно-экономический совет под председательством Каарло Кастрена.
В состав Совета обороны входили министр обороны, главнокомандующий армией, начальник Генерального штаба, главнокомандующий Силами обороны и два генерала или старших офицера. Один или несколько членов Государственного совета могли принимать участие в деятельности Совета обороны, если дело не было исключительно военным. Президент Республики и, в его отсутствии, министр обороны или начальник обороны (puolustusvoimain komentaja) председательствовали на заседании совета.
Президент Пэр Свинхувуд в 1931 году решил реформировать Совет обороны. Постановление 106/1931 (Asetuksella 106/1931) сделало Совет обороны органом, занимающимся оборонной подготовкой. Свинхувуд попросил генерала от кавалерии Густава Маннергейма стать председателем Совета обороны, и его состав был обновлён и стал полностью военный. В итоге Совет стал Высшим советом национальной обороны. Он мог заседать по распоряжению своего председателя, а не только по распоряжению президента республики. Теперь он также отвечал за материальные и организационные вопросы и за развитие военной промышленности, и от него требовалось вносить предложения по развитию оборонного потенциала. Повышение уровня морально-психологического обеспечения военных и граждан также было одной из задач Совета.
Под руководством Маннергейма Совет обороны вел международные отношения в духе северных тенденций (pohjoismainen suuntaus) и стремился к военному сотрудничеству между Финляндией и Швецией. В международные задачи входил также мониторинг зарубежных оборонных институтов. На национальном уровне это был также кооперативный орган между Силами обороны Финляндии и Государственным советом. Помимо Маннергейма, крупным членом Совета обороны в то время был генерал Рудольф Вальден.
Таким образом, Совет обороны имел возможность влиять на оборонную политику на протяжении 1930-х годов, но с назначением Густава Маннергейма Начальником обороны (puolustusvoimain komentaja) Силами обороны Финляндии в ноябре 1939 года Совет потерял своё значение.
После войны, планируя оборонную политику Финляндии на основе новых принципов, правительство создало в мае 1945 года комитет для планирования оборонных заказов. Его целью было объединить Совет обороны и Совет экономической защиты в новый Совет обороны. Проект указа был завершен в 1950 году и был поддержан начальником Силами обороны генералом от пехоты Аарне Сихво (Aarne Sihvo), но это предложение не получило поддержки в правительстве.
21 марта 1957 года правительство приняло новый Указ 137/1957 (asetuksensa 137/1957) о Совете обороны. Указ отменил Указ от 1 апреля 1938 года о Совете обороны (148/1938). Первая статья указа определила задачу Совета обороны как высшего консультативного и планового органа и консультативного совета Президента Республики по вопросам национальной обороны. Вторая статья называет членов Совета: «Премьер-министр, министр обороны, министр иностранных дел, министр внутренних дел, министр финансов, министр торговли и промышленности, а также другие министры, приглашенные президентом, Начальник обороны и Начальник генерального штаба. Президент Республики может по предложению Правительства приглашать других лиц в члены Совета обороны на срок не более трех лет.».
21 мая 1958 года Постановление было дополнено Законом 226/1958, который дополнительно определял Секретариат Совета. Совет обороны отныне мог созываться либо президентом республики, либо президентом совета, или премьер-министром.
С 1958 года Совет обороны начал всесторонне развивать национальную оборону Финляндии, чему способствовало то, что в его состав входили высокопоставленные лица, определяющие политику в области безопасности и обороны. Совет обороны сыграл центральную роль в разработке нового всеобъемлющего законодательства о национальной политике в области обороны и безопасности. Последние рекомендации по действиям общества в кризисных ситуациях были изданы Советом обороны в 1982 и 1999 годах.
Конституционная реформа 2000 года значительно сократила внешнеполитические полномочия президента республики и одновременно с этим был упразднен Совет обороны при президенте республики. Функции совета были переданы в Комитет министров по внешней политике и безопасности (utva). Президент республики Мартти Ахтисаари был последним главой совета обороны.